# Рухома група зір Кастора
Рухома група зір Кастора  — група зір, об'єднана спільними напрямком руху й відносно схожою швидкістю. До цієї групи входять такі зорі як Кастор, Фомальгаут, Вега, α Цефея й α Терезів. Усі вони мають приблизно однаковий вік. Різниця швидкості членів групи є досить великою, що свідчить про те, що ці зірки не мають спільного походження.
Об'єднати ці зорі в групу запропонували Ж. П. Аносова та В. В. Орлов 1990 року. Загалом було запропоновано об'єднати 15 зір, але кількість зірок в групі досі незатверджена.

## Походження
Існування групи спочатку було запропоновано Ж. П. Аносовою і В. В. Орловим у 1990-1991 році..У дослідженні, опублікованому в 1999 році, Barrado y Navascues оцінив вік групи у 200 мільйонів років і представив список з 16 членів (включаючи Вегу, Фомальгаута, Alderamin і Zubenelgenubi). Вважалося, що зірки мали дуже схожі швидкості та мали однакове походження.  Однак у статті, опублікованій у 2013 році, команда під керівництвом Еріка Мамаєка стверджувала, що зірки, або принаймні відомі члени, включаючи Кастор, не мають спільного походження, оскільки різниця у швидкостях між ними була надто великою й 10 мільйонів років тому зірки були ще більше розділені ніж зараз. На сьогодні, існують суперечки щодо того, чи рухома група зір Кастора є зоряною асоціацією, чи групою зірок різного віку та хімічного складу, які мають приблизно однакові швидкості випадково. 

## Члени групи
- 14 Зайця
- α Цефея
- α1 Терезів
- α2 Терезів
- Кастор
- Фомальгаут
- Глізе 226.2
- Глізе 255
- Глізе 351
- Глізе 521.2
- Глізе 755
- Глізе 879
- κ Фенікса
- Вега